# Wysoczyzna Mińska
Wysoczyzna Mińska (biał. Менскае ўзвышша; 843.1) – wyżyna w centralnej części Białorusi. Najwyższa część Białorusi i Grzędy Białoruskiej. 
Na Wysoczyźnie Mińskiej można wydzielić osobne części mające własną historię geologiczną i swoje oblicze — wysoczyzny Łohojską, Iwieniecką, Radoszkowicką і Pleszczenicką. Według nowych badań do Wysoczyzny Mińskiej trzeba zaliczyć też Wysoczyznę Wołożyńską, którą tradycyjnie rozpatrywano jako wschodnie skrzydło Garbu Oszmiańskiego.
Wysoczyzna Mińska zajmuje północno-zachodnią i centralną część obwodu mińskiego oraz skrawek obwodu witebskiego. Graniczy z Garbem Oszmiańskim na zachodzie, Równiną Narocko-Wilejską і Niziną Górnoberezyńską na północnym zachodzie i północy, Wysoczyzną Orszańską na wschodzie, Równiną Środkowoberezyńską na południowym wschodzie, Grzędą Kopylską i Równiną Górnoniemeńską na południu i południowym zachodzie. Dolina rzeki Serwecz (dopływ Wilii) dzieli ją od Wzgórz Święciańskich. Rozciągłość z południowego zachodu na północny wschód - ponad 180 km, z zachodu na wschód - 143 km. Powierzchnia 7,3 tys. km². 
Wysoczyzna Mińska jest zbudowana z piasków i żwirów – osadów lodowcowych i wodno-lodowcowych, nagromadzonych podczas co najmniej trzech zlodowaceń. Rzeźba wysoczyzny jest grzędowa i silnie pagórkowata. Najwyższe wzniesienia leżą w środkowej części: Góra Dzierżyńska (Święta) – 345 m n.p.m., Łysa – 342 m n.p.m. і Majak – 335 m n.p.m. Wysokości względne tych wzniesień w stosunku do sąsiednich dolin przekraczają 150 m. 
Przez Wysoczyznę Mińską biegnie dział wód mórz Czarnego i Bałtyckiego. Rzeki spływające na północ i zachód (największe: Wilia, Serwecz, Dźwinasa, Ilia, Berezyna Zachodnia, Isłocz, Suła, Usa) są dopływami Niemna. Rzeki spływające na południe i wschód są dopływami Dniepru (Berezyna z rzekami Ponia, Tajna, Plisa, Świsłocz, Pnicz). Sztuczne zbiorniki wodne istnieją na Świsłoczy (Zasławski, Krynica, Drozdy), Bieczy i Pniczu (Wołkowyskim). W granicach Wysoczyzny Mińskiej przebiega główny kanał Wilejsko-Niemieńskiego Systemu Wodnego. 
Na wysoczyźnie występują zasoby piasku, żwiru, gliny i wód podziemnych, w tym mineralnych. 
Obszary leśne zajmują 10—20% terenów na południu і 40—50% na północy (bory sosnowe). Większa część bagien została osuszona. Około 50% powierzchni zajmują użytki rolne. 
Na Wysoczyźnie Mińskiej znajduje się park krajobrazowy znaczenia państwowego Przyłuki, park-pomnik Janki Kupały „Wiazynka”, ośrodki wypoczynku zimowego — Łohojsk, Silicze, Raubicze i inne.
W okresie międzywojennym część Wysoczyzny Mińskiej ze wzgórzem Majak znajdowała się na terytorium II Rzeczypospolitej.

## Literatura
- Мінскае ўзвышша. W: Ł. W. Kazłouskaja i in.: Геаграфія Беларусі: энцыклапедычны даведнік. Mińsk: BiełEn, 1992, s. 62-63. (biał.).
- G. P. Paszkow i in.: Минская возвышенность. W: I. I. Pirożnik: Туристская энциклопедия Беларуси. Mińsk: 2007, s. 648. ISBN 978-985-11-0384-9. (ros.).